# シュレースヴィヒ＝ホルシュタイン＝ゾンダーブルク＝ベック家

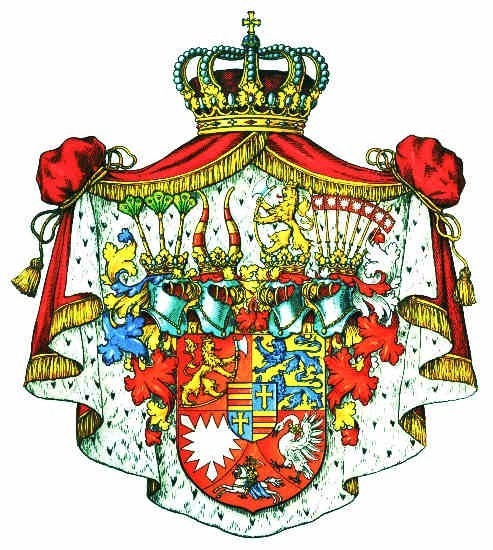
ベック公爵家の紋章

シュレースヴィヒ＝ホルシュタイン＝ゾンダーブルク＝ベック家（Das herzogliche Haus Schleswig-Holstein-Sonderburg-Beck）は、シュレースヴィヒ＝ホルシュタイン＝ゾンダーブルク公爵家諸家の分流の一つ。家名は初代公爵アウグスト・フィリップが居所としたヴェストファーレン地方レーネのハウス・ベック荘園に因むものである。一族の成員はすべて公爵の身分・称号を保有したが、シュレースヴィヒ公国及びホルシュタイン公国に対しては単に相続権を有するだけで、当該地域のどこにも統治権を持たなかった。

## 歴史
第5代公爵フリードリヒ・ヴィルヘルム2世が1745年ハウス・ベック荘園をマグダレーネ・フォン・レーデブル＝ケーニヒスブリュック男爵夫人に売却して以降、同荘園は二度とベック公爵家の所有に戻らなかったため、ベック公爵の称号と所有地との関係は失われた。
1824年、ゾンダーブルク一門の1つグリュックスブルク公爵家最後の当主（1779年没）の未亡人が死去した。翌1825年、デンマーク王フレゼリク6世は財産のない義弟の第10代ベック公爵（フリードリヒ＝）ヴィルヘルムに対し、デンマーク王室財産に回収されたグリュックスブルク城と同公爵の称号とを引き継がせることを決めた。ヴィルヘルムとその妻子は以後、ベック公の称号に代えてグリュックスブルク公を名乗り、新グリュックスブルク家を創設した。

## 歴代公爵
| 在位            | 名前                               | 備考                                                                         |
| --------------- | ---------------------------------- | ---------------------------------------------------------------------------- |
| 1646年 - 1675年 | アウグスト・フィリップ             | 初代、シュレースヴィヒ＝ホルシュタイン＝ゾンダーブルク公アレクサンダーの息子 |
| 1675年 - 1689年 | アウグスト                         | 2代、アウグスト・フィリップの長男                                            |
| 1689年 - 1719年 | フリードリヒ・ヴィルヘルム1世      | 3代、アウグストの長男、フランカヴィッラの戦いで戦死                          |
| 1719年 - 1728年 | フリードリヒ・ルートヴィヒ         | 4代、初代アウグスト・フィリップの次男                                        |
| 1728年 - 1749年 | フリードリヒ・ヴィルヘルム2世      | 5代、フリードリヒ・ルートヴィヒの長男                                        |
| 1749年 - 1757年 | フリードリヒ・ヴィルヘルム3世      | 6代、フリードリヒ・ヴィルヘルム2世の長男、プラハの戦いで戦死                 |
| 1757年 - 1774年 | カール・ルートヴィヒ               | 7代、4代フリードリヒ・ルートヴィヒの三男                                     |
| 1774年 - 1775年 | ペーター・アウグスト               | 8代、4代フリードリヒ・ルートヴィヒの五男                                     |
| 1775年 - 1816年 | フリードリヒ・カール・ルートヴィヒ | 9代、ペーター・アウグストの孫                                                |
| 1816年 - 1825年 | ヴィルヘルム                       | 10代、フリードリヒ・カール・ルートヴィヒの長男、新グリュックスブルク家の祖   |

## 引用・脚注
1. ↑  Huberty, Michel; Alain Giraud; F. and B. Magdelaine (1994) (フランス語). L'Allemagne Dynastique Tome VII Oldenbourg. France. pp. 79, 97, 118, 141. ISBN 2-901138-07-1